# Harpophora maydis
Harpophora maydis är en svampart som först beskrevs av Samra, Sabet & Hing., och fick sitt nu gällande namn av W. Gams 2000. Harpophora maydis ingår i släktet Harpophora och familjen Magnaporthaceae.   Inga underarter finns listade i Catalogue of Life.